# پارلمان الجزایر
پارلمان الجزایر (به انگلیسی: Parliament of Algeria) قوه مقننه کشور الجزایر و شامل دو مجلس است:
- شورای ملت
- مجلس ملی خلق